# Trevor Woodman
Trevor James Woodman (Plymouth, 4 de agosto de 1976) es un entrenador y exrugbista británico que se desempeñaba como pilar. Fue internacional con la Rosa de 1999 a 2004 y se consagró campeón del mundo en Australia 2003.

## Biografía
Es hijo de córnicos, comenzó a jugar al rugby en la escuela primaria Liskeard y rápidamente destacó por su fuerza. Se unió al equipo Plymouth Albion R.F.C. y luego realizó las juveniles en el Bath Rugby.
Tras su retiro como jugador, inició una carrera como asistente y se unió a la Universidad de Sídney como entrenador de los forwards. En 2009 rechazó una oferta para sumarse a la Western Force, prefirió regresar al Reino Unido para volver a la Premiership Rugby e incorporarse a las Wasps RFC como asistente del neozelandés Tony Hanks.

## Carrera
Debutó en la primera del Bath Rugby en 1995, durante el fin del amateurismo. En 1996 se convirtió en profesional al ser contratado por el Gloucester Rugby.
Con los Cherry & whites jugó ocho temporadas, formó una primera línea fenomenal junto a Phil Vickery y ganó la Anglo-Welsh Cup en 2003, el único título del club en más de 20 años.

### Sale Sharks
Al finalizar la temporada 2003-04, se incorporó a los Sale Sharks. Con ellos ganó la Copa Desafío, su único título europeo, aunque solo disputó un partido en la competición.
Sufrió una lesión en la espalda al principio de la temporada y no pudo volver a su máximo nivel. Tras varios meses de convalecencia y múltiples intentos fallidos, se vio obligado a poner fin a su carrera en septiembre de 2005; cuando sólo tenía 29 años.

## Selección nacional
Representó cuatro años a la selección juvenil y también jugó siete partidos con Inglaterra A, la segunda selección.
Clive Woodward lo convocó a la Rosa por vez primera y debutó contra los Estados Unidos en 1999, para luego ausentarse casi 3 años por continuas lesiones. Regresó para las pruebas de fin de año 2002, jugó contra los All Blacks y luego de nuevo tres meses de inactividad por una lesión en el cuello.
Jugó el Torneo de las Seis Naciones 2003, donde los ingleses ganaron el Grand Slam y Woodman solo jugó ante Escocia e Irlanda, ya que entonces el 1 titular era Graham Rowntree.
Finalmente recuperado, se ganó la titularidad indiscutida durante las pruebas de preparación 2003. Jugó el Torneo de las Seis Naciones 2004 y luego sus últimos dos partidos en las pruebas de fin de año 2004, contra Nueva Zelanda, ya que no tuvo la oportunidad de regresar por su retiro obligado.

### Participaciones en Copas del Mundo
Woodward lo convocó a Australia 2003 como titular indiscutido y formó junto al hooker Steve Thompson y el pilar Phil Vickery. Jugó cinco pruebas, incluida la final.
| Mundial                       | Sede      | Resultado | PJ | Tries |
| ----------------------------- | --------- | --------- | -- | ----- |
| Copa Mundial de Rugby de 2003 | Australia | Campeón   | 5  | 0     |